# ボッビオ
ボッビオ（伊: Bobbio）は、イタリア共和国エミリア＝ロマーニャ州ピアチェンツァ県にある、人口約3,400人の基礎自治体（コムーネ）。
トレッビア川の渓谷に位置し、ピアチェンツァの南西となる。同名の修道院と司教区がある。

## 地理

### 位置・広がり

#### 隣接コムーネ
隣接するコムーネは以下の通り。括弧内のPVはパヴィーア県所属を示す。
- アルタ・ヴァル・ティドーネ
- ブラッロ・ディ・プレゴーラ (PV)
- コーリ
- コルテ・ブルニャテッラ
- メンコーニコ (PV)
- ピオッツァーノ
- ロマニェーゼ (PV)
- サンタ・マルゲリータ・ディ・スタッフォラ (PV)
- トラーヴォ

### 気候分類・地震分類
ボッビオにおけるイタリアの気候分類 (it) および度日は、zona E, 2802 GGである。
また、イタリアの地震リスク階級 (it) では、zona 3 (sismicità bassa) に分類される。

## 歴史
古代にはBobiumないしEboviumと記された。アイルランド人の聖コロンバヌスColumbanus（伊：コロンバノColombano）が612年から614年の間に修道院を設立。ボッビオ修道院は中世における知識の集積地の1つであり、当時としては大規模な図書館があった。15世紀になると蔵書の分散により集積地としての立場を失う。
1014年に始まったボッビオ司教区は1986年9月30日にジェノヴァ大司教区下に置かれる。1989年からはピアチェンツァ司教区と合併し、「ピアチェンツァ‐ボッビオ司教区」となる。
1748年からはサヴォイアの一部となる。1944年7月7日にイタリアファシスト党政権に対するレジスタンス勢力により占領され自治政府が樹立。8月27日まで続き、ナチス・ドイツによって攻撃を受ける。

## 行政

### 分離集落
ボッビオには以下の分離集落（フラツィオーネ）がある。
- Areglia, Aregli, Barberino, Brugnoni, Carana, Cassolo, Ceci, Cernaglia, Cognolo, Degara, Dezza, Fornacioni, Gorazze, Lagobisione, Mezzano Scotti, Moglia, Mogliazze, Piancasale, Pianelli, San Cristoforo, Santa Maria, San Martino, San Salvatore, Telecchio, Vaccarezza

## 文化・観光
「イタリアの最も美しい村」クラブ加盟コムーネである。

### ボッビオ修道院
中世に大規模な図書館があったボッビオの修道院は、ウンベルト・エーコの小説『薔薇の名前』に登場する修道院のモデルとなっている。ただし同小説の映画版のロケはドイツ・ヘッセン州エルトヴィレ・アム・ラインのシトー会エーバーバッハ修道院だった建物を用いている。
2つの博物館が修道院に隣接してあり、1つは修道院運営、もう1つは市の運営によるもの。
一般的にはサン・コロンバーノ修道院と呼ばれる。

### その他

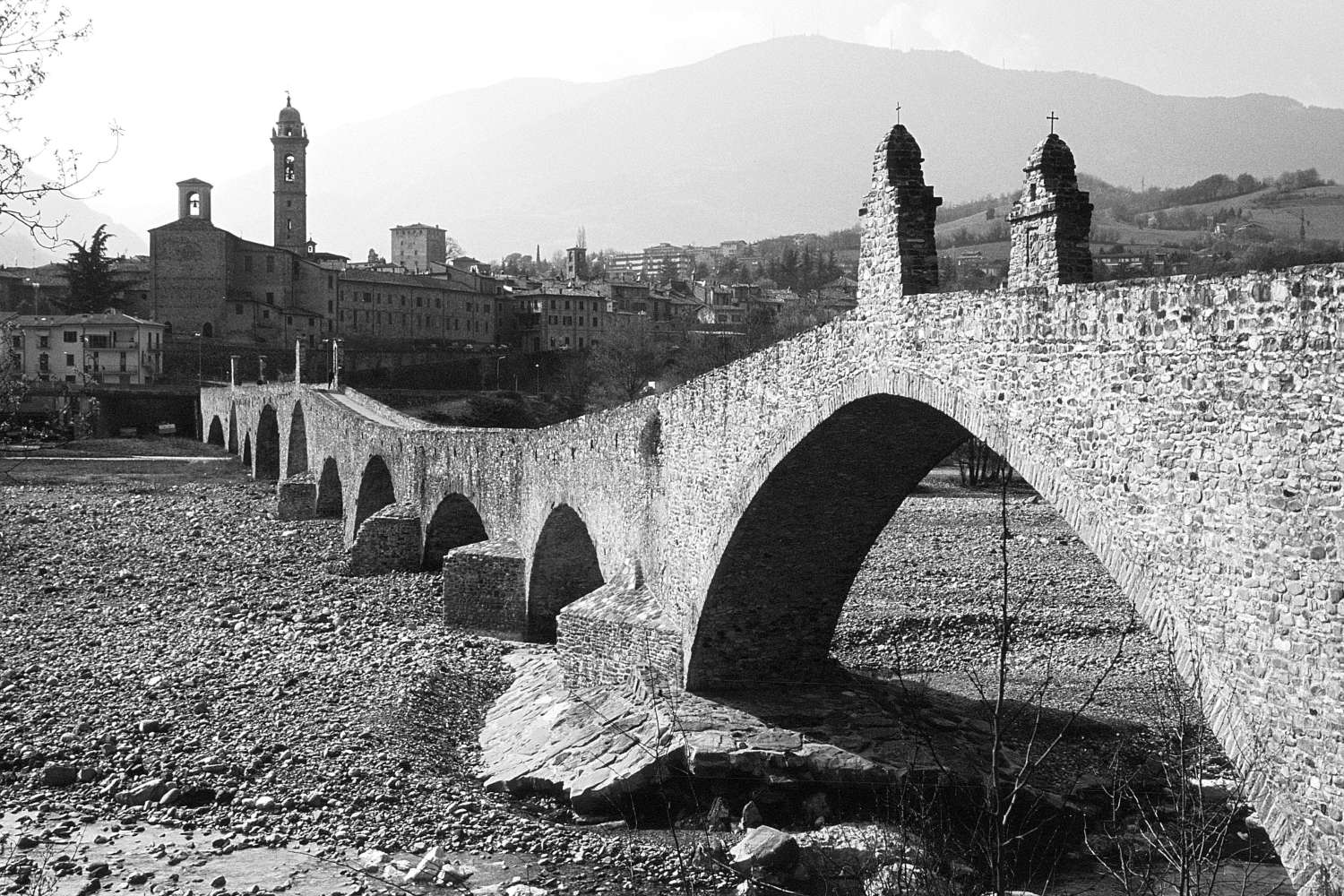
Stone arch bridge over the Trebbia river

280メートルもある石の橋Ponte Vecchioがある。11個の不均衡なアーチからなり、1196年より前から存在していた。古代ローマ起源だと言われている。その形状から猫背の橋と呼ばれている。また、聖コロンバヌスがサタンを口車に乗せ、川の氾濫で破壊された橋を一夜にして再建させたという伝説に由来して悪魔の橋とも呼ばれている。
マラスピナMalaspina城は1304年に建てられた。

## 姉妹都市
- イブス・アン・デア・ドナウ（ドイツ語版）、オーストリア
- ナヴァン、アイルランド